# VII. Szobekhotep
VII. Szobekhotep (uralkodói nevén Merkauré) az ókori egyiptomi XIII. dinasztia egyik uralkodója. Közép- és Felső-Egyiptom fölött uralkodott, i. e. 1664–1663-ban vagy 1646–1644 közt.

## Említései
Merkauré Szobekhotep nevét egy ismeretlen lelőhelyű szkarabeusz és két, Ámonnak szentelt szobor említi. A szobrok eredetileg Karnakban álltak, ma az egyik a kairói Egyiptomi Múzeumban (katalógusszám JE 43599), a másik a Louvre-ban (A. 121[E. 7824]). A szobrokról kiderül, hogy a királynak két fia is volt, Bebi és Szobekhotep, akik „a király fia” és az „udvari tisztségviselő” címeket viselik.
Merkauré Szobekhotep nevét említi a torinói királylista (Ryholt számozása szerint a 8. oszlop 8. sora, Gardiner és von Beckerath szerint a 8. oszlop 7. sora), valaminr a karnaki királylista is. A torinói papirusz 2 év, valamennyi hónap és 3-4 nap uralkodási időt tulajdonít neki (a hónap számánál a papirusz sérült), Ryholt két és fél év hosszúnak tartja uralkodását.

## Helye a kronológiában
Merkauré Szobekhotep pontos helye a kronológiában az előtte uralkodó királyokat övező bizonytalanságok miatt nem ismert. A torinói királylista szerint Szeuadzskaré Horit követte. Darrell Baker szerint a dinasztia 37., Kim Ryholt szerint 38., Jürgen von Beckerath szerint 32. uralkodója. Merkauré Szobekhotep után a dinasztia királyainak sorrendje igen bizonytalan, mert a torinói papiruszon nagyobb hiány következik; 4-7 név elveszett.

## Fordítás
- Ez a szócikk részben vagy egészben  a   Merkawre Sobekhotep című angol Wikipédia-szócikk ezen változatának fordításán alapul.  Az eredeti cikk szerkesztőit annak laptörténete sorolja fel. Ez a jelzés csupán a megfogalmazás eredetét és a szerzői jogokat jelzi, nem szolgál a cikkben szereplő információk forrásmegjelöléseként.